# 絲麻
《絲麻》是一首先秦逸詩，見於《左傳·成公九年》所引。原文僅保留有一章六句：“雖有絲麻，無棄菅蒯。雖有姬姜，無棄蕉萃。凡百君子，莫不代匱。”《文選·西都赋》李善注亦引此詩，其中“蕉萃”作“憔悴”。內容為表現備豫不虞之理，風格與《詩經》相仿。
受此詩典故影響，“姬姜”在後世也用於代指美人，而以“菅蒯”為低賤之人。